# Карпью, Джозеф Константайн
Джозеф Константайн Карпью (англ. Joseph Constantine Carpue; 4 мая 1764 — 30 января 1846) — английский хирург и анатом.
Известен, главным образом, первыми европейскими успешными операциями по ринопластике — восстановлению потерянного пациентом (например, в результате ранения) носа из участка кожи лба (описание в работе «An account of two successful operations for restoring a lost nose from integuments of the forehead», 1816). Написал также «Описание мускулов человеческого лица» (англ. «A Description of the muscles of the human body», 1802), «Введение в электричество и гальванизм» (англ. «An Introduction to electricity and galvanism», 1802) и др.